# Gerygone palpebrosa
Gerygone palpebrosa là một loài chim trong họ Acanthizidae.

## Hình ảnh

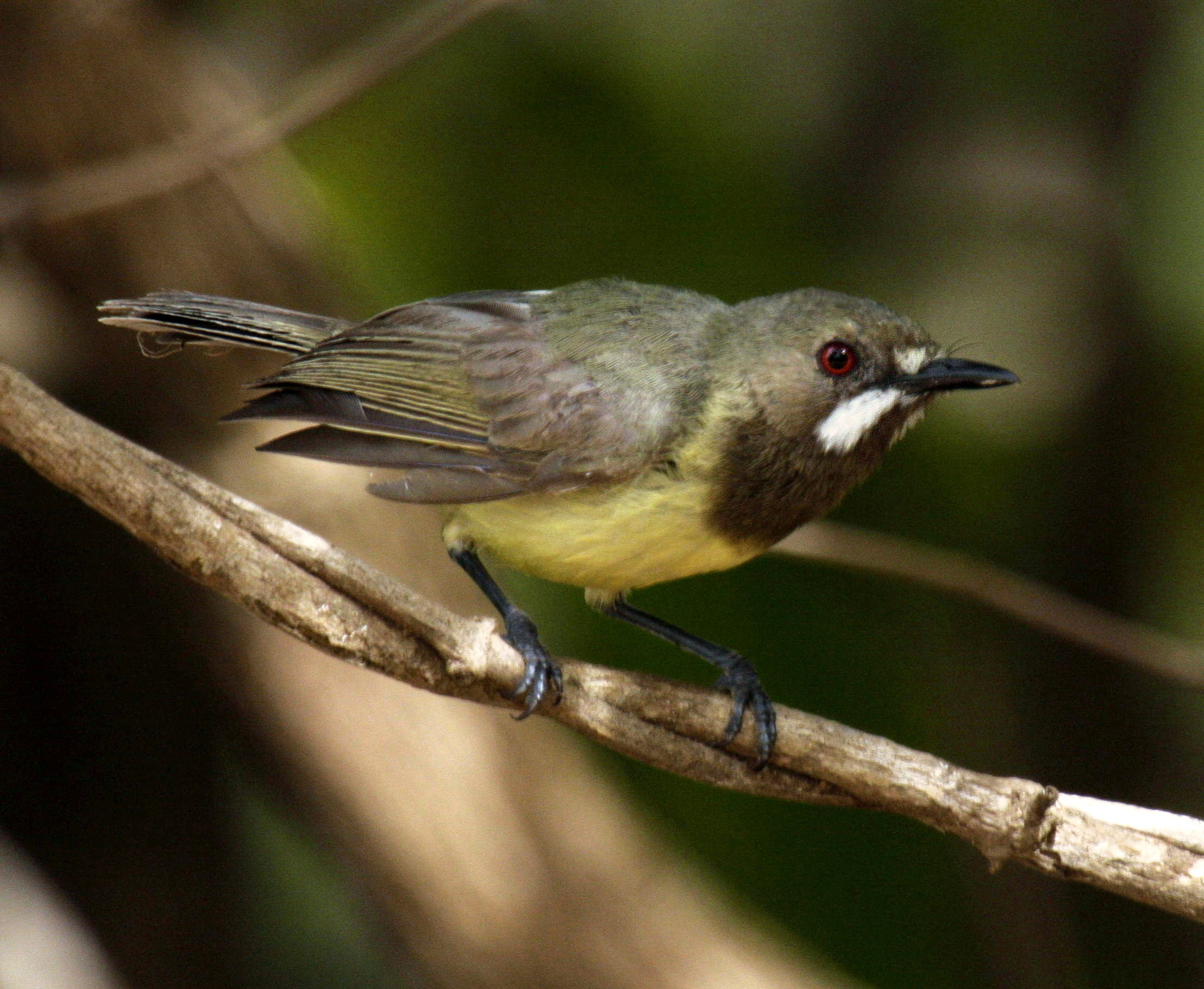
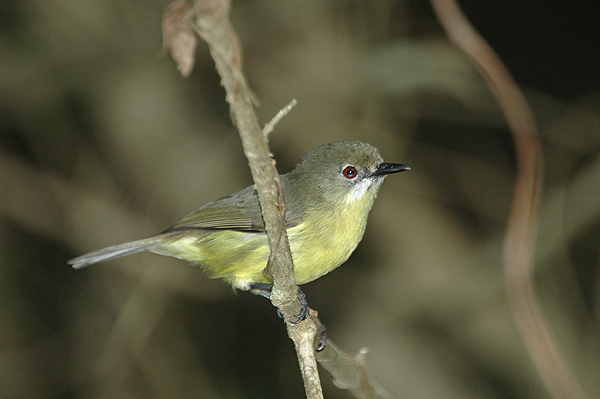